# Tehuelčové
Tehuelčové nebo Tevelčové (španělsky Tehuelches) jsou původní obyvatelé nejjižnější části jihoamerické pevniny. Dříve byli také známi jako Patagonci, jejich vlastní autonymum zní Aónikenk. Podle argentinského sčítání lidu z roku 2022 se hlásí k Tehuelčům 40 836 osob, i když většinu z nich tvoří míšenci. Na území Chile již Tehuelčové téměř úplně splynuli s Mapuči. 

## Historie
Tehuelčové žili na území Patagonie jižně od řeky Río Negro. Přišli sem přibližně před deseti tisíci lety, jak o tom svědčí nálezy v jeskyni Cueva de las Manos. Byli kočovnými lovci a sběrači, jejichž kořist tvořili převážně guanako, huemul jižní a nandu. Při lovu používali luky a boly, ze zvířecích kůží vyráběli oděvy a stany. Vyznávali šamanismus, jejich nejvyšší bůh se nazýval Kóoch. Posvátnou horou Tehuelčů bylo Cerro Chaltén. Vzhledem k roztroušenému osídlení netvořili jednotné etnikum, nýbrž žili v menších tlupách lišících se dialektem i zvyky. Etnografové proto hovoří spíše o vágně vymezeném tehuelčském nebo také čonském kulturním a jazykovém komplexu, který se dělil na severní a jižní větev podle toku řeky Chubut. Vedle vlastních Tehuelčů k němu bývají řazeni také Selknamové z Ohňové země.
K prvnímu kontaktu s Evropany došlo v roce 1520, kdy v zálivu svatého Juliána přistála Magalhãesova výprava. Její člen Antonio Pigafetta byl překvapen urostlými postavami domorodců a nazval je Patagones („Velké nohy“), odtud pocházejí populární legendy o Patagonii jako zemi obrů. Název Tehuelčové pochází z mapučského výrazu chewel che, což znamená „lidé z jihu“ nebo „lidé z pustiny“. 
Od osmnáctého století domestikovali Tehuelčové zdivočelé koně dovezené Evropany a stali se zdatnými jezdci. V té době také probíhal proces nazývaný araukanizace, kdy Tehuelčové a jejich severní sousedi Puelčové čelili nájezdům početnějších a lépe organizovaných Mapučů a postupně přejímali jejich jazyk a kulturu. Začali obdělávat půdu a v původně rovnostářské společnosti vznikala majetková elita. Docházelo také k mísení Tehuelčů s velšskými přistěhovalci. Život Tehuelčů v tomto období popsal cestovatel George Chaworth Musters.
Ve druhé polovině devatenáctého století probíhala kampaň argentinské armády nazvaná Conquista del desierto („Dobytí pouště“), která donutila Tehuelče opustit kočovný způsob života. Mnoho domorodců padlo v bojích s vojáky, jiní zemřeli v důsledku zavlečených chorob nebo na otravu alkoholem. V roce 1914 bylo napočítáno pouze 107 přežívajících Tehuelčů. Jejich posledním náčelníkem byl Chumjaluwün, známý také pod španělským jménem El Cacique Mulato. 
Po zpacifikování Tehuelčů byla jejich půda zabírána na pastviny a byli usídleni v rezervacích jako Loma Redonda, Lago Cardiel nebo Camusu Aike. Časem přijali křesťanství a začali hovořit španělsky, od dvacátého století vedou zbylí Tehuelčové usedlý život ve městech a vesnicích argentinského jihu. Známou aktivistkou za práva Tehuelčů je právnička a poslankyně Rosa Chiquichano.

## Galerie

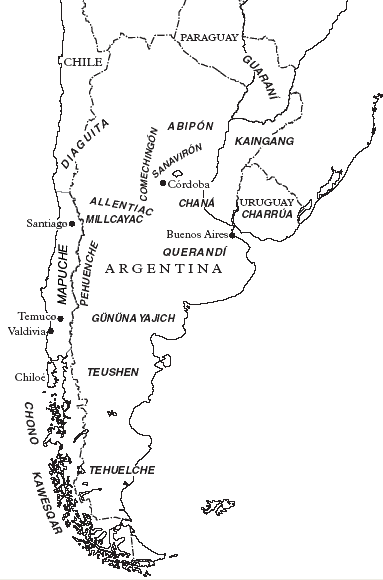
Mapa původního osídlení regionu Cono Sur
Vlajka Tehuelčů
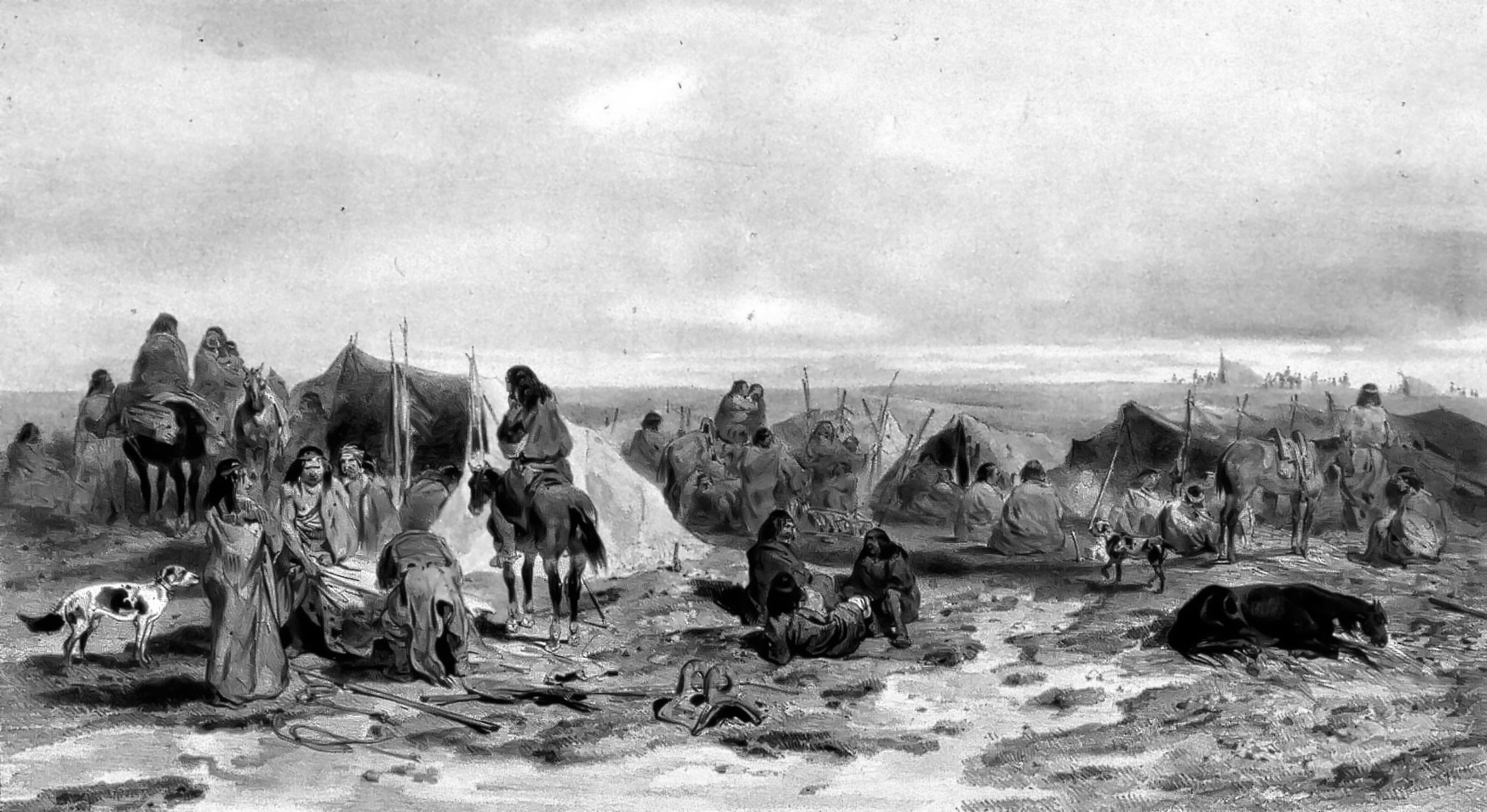
Tábor Tehuelčů, první polovina 19. století